# João Acaiabe
João Batista Acaiabe (Espírito Santo do Pinhal, 14 de maio de 1944 – São Paulo, 31 de março de 2021) foi um ator, locutor e encenador brasileiro. Ao longo de cinco décadas de atuação, teve a carreira marcada pelos projetos realizados com o público infantil e infantojuvenil, além de transitar por papéis com profunda discussão política e racial. Acaiabe se destacou como um dos atores negros pioneiros do país. 
Na televisão, Acaiabe trabalhou nas principais emissoras do país, tais como TV Tupi, TV Cultura, Band, Rede Globo e SBT. Ganhou destaque a partir de 1977,  contando histórias para as crianças da plateia do programa Bambalalão. No início do anos 2000, Acaiabe voltou a se destacar entre uma nova geração de crianças ao interpretar Tio Barnabé na série Sítio do Picapau Amarelo entre 2001 e 2006. Sua imagem voltou a se popularizar entre os jovens ao interpretar o cozinheiro "chefe" Chico no remake da novela Chiquititas (2013–15). Ao longo da carreira, também atuou em novelas como O Profeta (1977), Uma Rosa com Amor (2010) e Segundo Sol (2018).
No cinema, Acaiabe se destacou em filmes dos mais variados gêneros, tais como Eles Não Usam Black-tie (1981), Chico Rei (1985), Boleiros - Era uma Vez o Futebol... (1998), Casa de Areia (2005) e Família Vende Tudo (2011). Em 1986, estrelou o curta-metragem O Dia em que Dorival Encarou a Guarda, dirigido por Jorge Furtado e José Pedro Goulart, que lhe rendeu o prêmio de melhor ator e o kikito no Festival de Gramado; em 2010 voltou a se destacar na sétima arte, protagonizando o filme Bom Dia, Eternidade.
Paralelo a carreira no cinema e na televisão, Acaiabe teve um destaque significativo no teatro, atuando e dirigindo as mais variadas montagens teatrais. Inspirado pelos seus ancestrais africanos e pelos griots – os quais considerou uma forte influência em seu estilo e carreira –, Acaiabe também potencializou sua versatilidade, destacando-se também no cenário pedagógico, realizando uma série de oficinas e projetos educativos e sociais, como contação de histórias, apresentações, cursos e aulas de teatro, sobretudo para pessoas de baixa renda.

## Biografia
Nascido e crescido em Espírito Santo do Pinhal, no interior de São Paulo, iniciou sua carreira artística ainda na adolescência trabalhando como locutor de rádio. 
Vida pessoal
Foi casado com Lenice Damazio Acaiabe, com quem teve dois filhos: Carlos Augusto e Thays. Era casado com Ana Maria Pascuini Bertuchi, tendo três enteados: Erika, Ricardo e Wilson. Era tio do ator Eduardo Acaiabe.

## Carreira
Estudou teatro na Escola de Arte Dramática de São Paulo (EAD), formando-se na turma de 1968, sendo também na época um dos primeiros alunos negros da instituição. Após atuar em peças de teatro amador no final dos anos 1960 e início dos anos 1970, estreou no teatro profissional em 1971 na peça A Guerra do Cansa Cavalo , de Osman Lins, dirigida por Celso Nunes.
Em 1976 participou da montagem de Laço de Sangue, de Athol Fugard. Dirigida por Teresa Aguiar, foi a primeira peça de um autor sul-africano montada no Brasil. Recebeu a primeira indicação na carreira em 1980, quando foi um dos finalistas do Troféu Mambembe de 1979 na categoria de melhor ator de teatro por sua performance em A Maravilhosa Estória do Sapo Tarô-Bequê (1979).
Fez inúmeros trabalhos no teatro, cinema TV, um dos mais marcantes foi no programa Bambalalão na TV Cultura durante os anos 80, onde contava histórias para o público infantil. Entre 2001 e 2006 interpretou o Tio Barnabé no seriado Sítio do Picapau Amarelo na TV Globo, personagem que lhe deu muita notoriedade.

Foi o Antonio Abujamra quem me convenceu a me tornar um contador de histórias, como a tradição dos griôs africanos, e me contratou para participar do Bambalalão, na TV Cultura, na década de 80
Ao longo de sua carreira realizou diversos trabalhos sócio-culturais, como, por exemplo, aulas de teatro para adolescentes em FEBEM e participação em movimentos de igualdade racial.
No teatro trabalhou com Plínio Marcos em várias peças, entre elas Barrela e Jesus homem — esta, uma obra polêmica por apresentar um Jesus Cristo negro, contestador e nada cordato, interpretado pelo próprio Acaiabe. Foi também professor de teatro do Colégio Santo Américo em São Paulo.
Em 2010, interpretou Pimpinonni no remake de Uma Rosa com Amor, papel que originalmente havia sido interpretado por Grande Otelo. Entre 2013 e 2015, esteve novamente em um remake, o de Chiquititas como o cozinheiro Chico, papel de Gésio Amadeu na versão original de 1997. Em 2016, foi artista do ano homenageado no I Prêmio AATA de Teatro Amador. Em 2018, após 11 anos longe da Rede Globo, participou da telenovela  Segundo Sol como o pai-de-santo Didico.
Em 2019, Acaiabe foi escolhido como uma das vozes brasileiros para dublar o filme O Rei Leão, ao lado dos atores Ícaro Silva, Robson Nunes, e da cantora IZA; Ele dublou o personagem Rafiki.

## Morte
João Acaiabe morreu na noite de 31 de março de 2021, aos 76 anos, após sofrer uma parada cardíaca em consequência de ter contraído o vírus da COVID-19.

## Filmografia

### Televisão
| Ano     | Título                        | Personagem                           | Notas                      | Emissora          |
| ------- | ----------------------------- | ------------------------------------ | -------------------------- | ----------------- |
| 1977    | O Profeta                     | Pai Romão                            |                            |                   |
| 1977    | Cinderela 77                  | Tião (Destino)                       |                            |                   |
| 1978    | Salário Mínimo                | Padre Lírio                          |                            |                   |
| 1977–85 | Bambalalão                    | Contador de histórias                |                            | TV Cultura        |
| 1979    | Gaivotas                      | Inácio                               |                            | Rede Bandeirantes |
| 1979    | Casa Fantástica               | Batista                              |                            | Rede Tupi         |
| 1981    | O Fiel e a Pedra              | João Amadeu                          |                            | TV Cultura        |
| 1982    | O Pátio das Donzelas          | Miguel                               |                            | TV Cultura        |
| 1982    | O Tronco do Ipê               | Benedito                             |                            | TV Cultura        |
| 1983    | Maçã do Amor                  | Osmar                                |                            | Rede Bandeirantes |
| 1985    | Tenda dos Milagres            | Benedito                             |                            | Rede Globo        |
| 1987–88 | Praça Brasil                  | Jornaleiro                           |                            | Rede Bandeirantes |
| 1991    | Meu Marido                    | Sebastian                            |                            | Rede Globo        |
| 1995    | Telecurso 2000                | Vários personagens                   |                            | Rede Globo        |
| 1996    | Irmã Catarina                 | Delegado Osvaldo Moreira             |                            | CNT               |
| 1998    | Alma de Pedra                 | Benjamin                             |                            | Rede Record       |
| 1998    | Dona Flor e Seus Dois Maridos | Sampaio                              |                            | Rede Globo        |
| 1999    | Vila Madalena                 | Delegado                             |                            | Rede Globo        |
| 2001–06 | Sítio do Picapau Amarelo      | Tio Barnabé                          | Temporadas 1–6             | Rede Globo        |
| 2007    | Eterna Magia                  | Afonso de Souza                      |                            | Rede Globo        |
| 2010    | Uma Rosa com Amor             | Pimpinoni                            |                            | SBT               |
| 2011    | Bento da Caridade             | Salvador                             |                            | SBT               |
| 2012    | Os Velhinhos Se Divertem      | Vários personagens                   | SBT                        | SBT               |
| 2013–15 | Chiquititas                   | Francisco Santos de Oliveira (Chico) | SBT                        |                   |
| 2016    | Unidade Básica                | Pastor Aberaldo                      | Episódio: "Juliano"        | Globoplay         |
| 2018    | Segundo Sol                   | Alaor do Nascimento (Pai Didico)     | Episódios: "19–31 de maio" | Rede Globo        |
| 2019    | Se Eu Fechar os Olhos Agora   | Sinval                               |                            | Rede Globo        |

### Cinema
| Ano  | Título                                                   | Personagem        |
| ---- | -------------------------------------------------------- | ----------------- |
| 2021 | Doce Encanto                                             | Manoel            |
| 2020 | M8 - Quando a Morte Socorre a Vida                       | Francisco         |
| 2019 | O Rei Leão                                               | Rafiki (voz)      |
| 2016 | Diamante, o Bailarina                                    | Cezão             |
| 2014 | O Dia de Jerusa                                          | Sebastião         |
| 2012 | Cara ou Coroa                                            | —                 |
| 2011 | Família Vende Tudo                                       | Chiclete          |
| 2010 | Bom Dia, Eternidade                                      | Clementino        |
| 2010 | Bróder                                                   | Seu Antônio       |
| 2005 | Casa de Areia                                            | Pai de Massu      |
| 2004 | O Moleque                                                | Tio Acaiabe       |
| 2002 | A Selva                                                  | Tiago             |
| 2000 | Cronicamente Inviável                                    | Líder da União    |
| 2000 | Mário                                                    | Senhor            |
| 2000 | Em Busca da Terra Prometida - A Formação do Povo de Deus | Seu Alcides       |
| 1999 | Gênesis 22                                               | Pai               |
| 1998 | Boleiros - Era uma vez o futebol                         | Ari               |
| 1996 | Irmã Catarina                                            | Delegado          |
| 1992 | El Viaje                                                 | Motorista         |
| 1990 | Beijo 2348/72                                            | Dono do bar       |
| 1986 | O Dia em que Dorival Encarou a Guarda                    | Dorival Guerreiro |
| 1985 | Chico Rei                                                | Hermes            |
| 1983 | A Próxima Vítima                                         | Irmão de Nêgo     |
| 1981 | Eles Não Usam Black-Tie                                  | Companheiro       |
| 1977 | Ouro Sangrento                                           | Embaixador Arnold |
| 1977 | Elas São do Baralho                                      | Investigador      |

## Prêmios e honrarias
| Ano  | Prêmio                       | Categoria               | Nomeações                             | Resultado |
| ---- | ---------------------------- | ----------------------- | ------------------------------------- | --------- |
| 1983 | Troféu APCA                  | Melhor Ator Coadjuvante | A Próxima Vítima                      | Venceu    |
| 1986 | Troféu Kikito                | Melhor Ator             | O Dia em que Dorival Encarou a Guarda | Venceu    |
| 2016 | Prêmio AATA de Teatro Amador | Artista do Ano          | Homenagem                             | Venceu    |

#### Homenagens póstumas
- Exposição "João Acaiabe, o Gigante Ternuroso" (Centro Cultural Santo Amaro, na zona Sul de São Paulo).[13]
- Espaço de Artes Cênicas, no 6º andar do Centro Cultural Santo Amaro, chamado “Espaço de Artes Cênicas João Acaiabe (1944-2021) – ATOR, Professor e Contador de Histórias. Referência Negra do Brasil".[13]
- Espaço Cultural "João Acaiabe", na Estação Ferroviária de Espírito Santo do Pinhal.[14]